# Pfarrhaus (Bissingen)

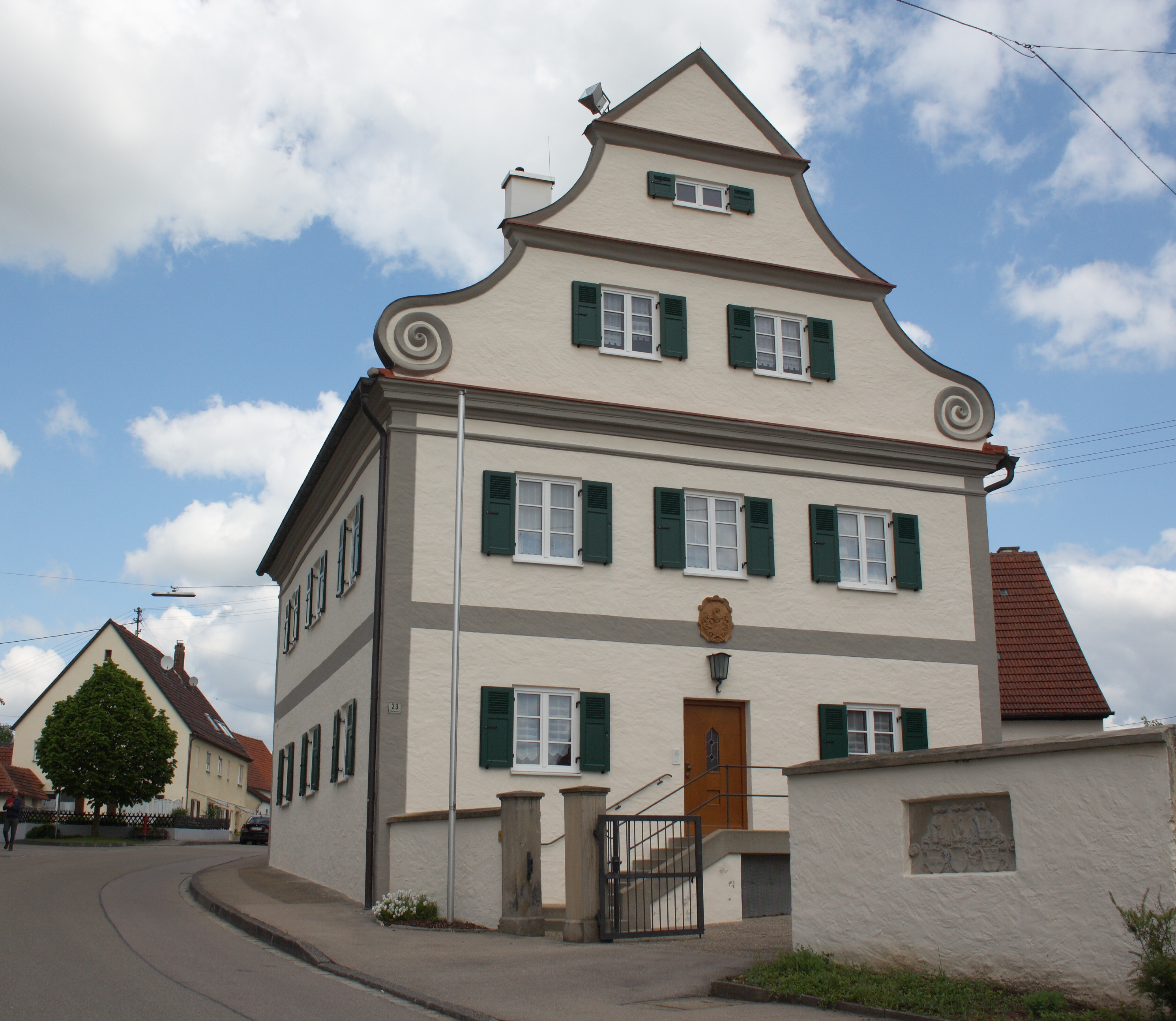
Pfarrhaus in Bissingen

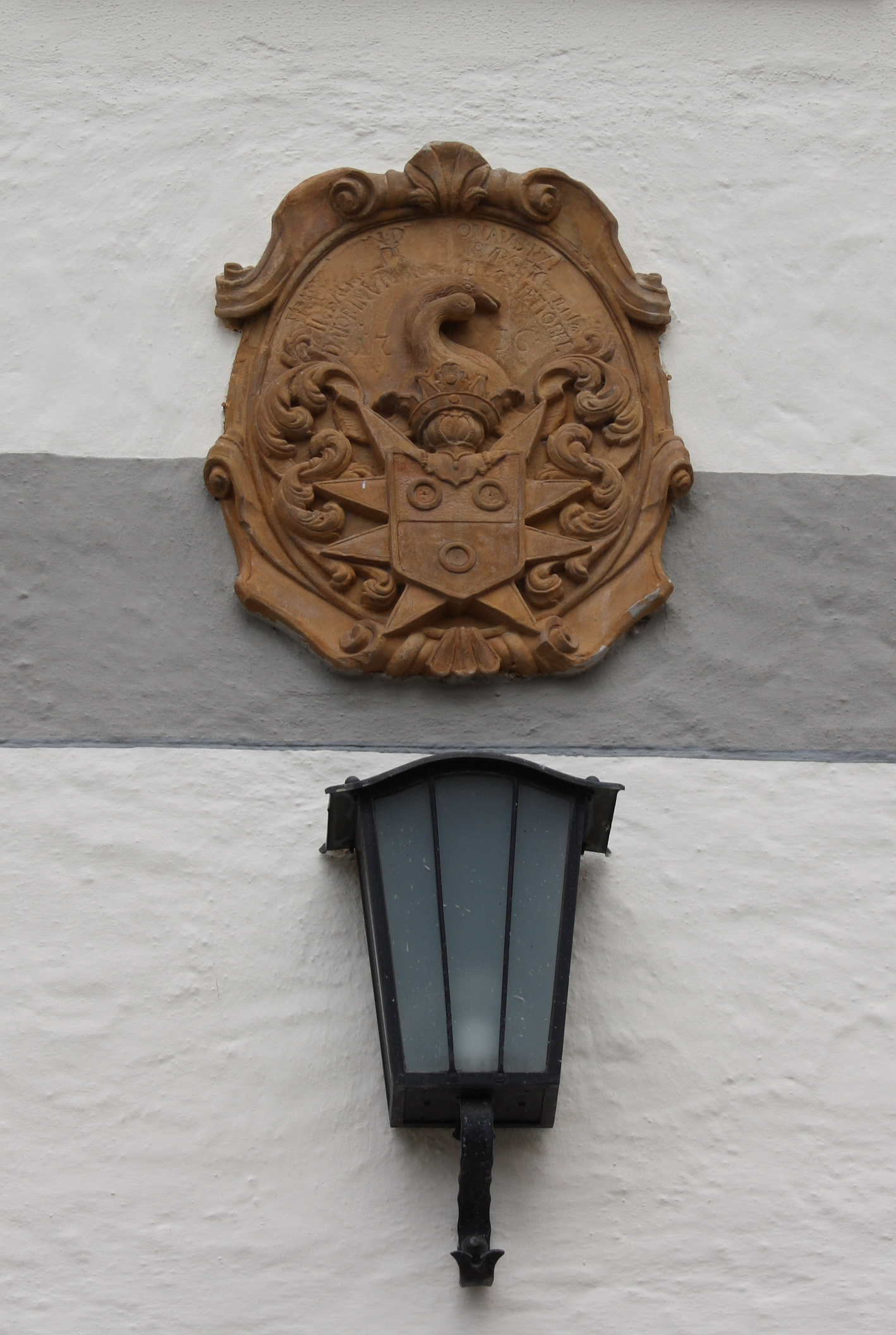
Wappen über dem Portal

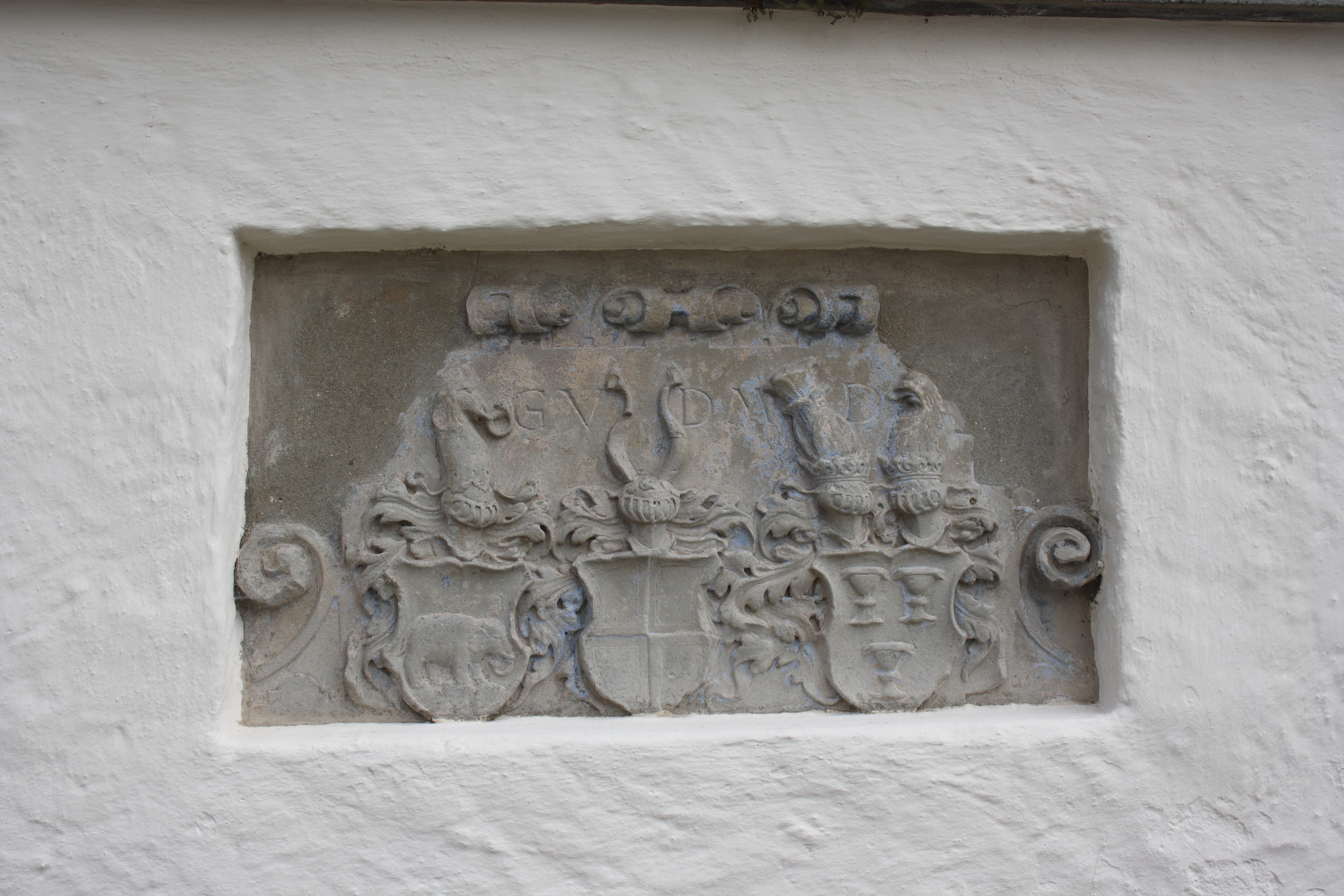
Wappen an der Gartenmauer

Das katholische Pfarrhaus in Bissingen, einer Marktgemeinde im Landkreis Dillingen an der Donau im bayerischen Regierungsbezirk Schwaben, wurde 1684 als Deutschordenshaus errichtet. Das Gebäude an der Premauerstraße 23 ist ein geschütztes Baudenkmal.

## Beschreibung
Das Pfarrhaus wurde 1684 nach Plänen des Baumeisters Georg Danner errichtet. Der zweigeschossige Satteldachbau mit geschweiftem Volutengiebel besitzt drei zu drei Fensterachsen. Der dreigeschossige Giebel wird durch Gesimse geteilt. Am unteren Giebelgeschoss befindet sich ein umlaufendes Traufgesims. Eine doppelläufige Freitreppe führt zum Portal. 

Über dem Portal ist ein Wappen aus Ton des Franz Anton von Schönau mit der Inschrift: 

„S.J. Ritter in Ballo de Brandenburg et Comendator in Vilingen Ilingen et Tobel. 1736“

Das Wappen erinnert daran, dass das Gebäude als Deutschordenshaus gebaut wurde.  
An der Gartenmauer sind drei Wappen aus Sandstein mit den Buchstaben „GV DM D“ aus dem 17. Jahrhundert angebracht. Es sind die Wappen von Konrad von Bemelberg, Katharina von Helfenstein und Anna Maria von Stauffen.